# Reisebuttermarke

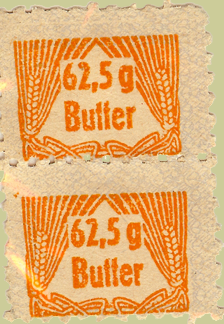
Reisebuttermarken von Oskar Huth, um 1943 in Berlin hergestellt

Reisebuttermarken waren Lebensmittelkarten der NS-Zeit, die zum Erwerb von jeweils 62,5 g Butter berechtigten. Im Gegensatz zu den üblichen Lebensmittelmarken, auf denen der Name und die Anschrift des Begünstigten standen, waren die Reisebuttermarken nicht namengebunden. Nur der Personenkreis, der reisen musste, erhielt daher auch solche Marken.
Der Widerstandskämpfer Oskar Huth beschreibt in Für den Fall der Nüchternheit weshalb er ausgerechnet diese Marken herstellte. „Um autark zu sein, galt es Lebensmittelmarken zu haben, und da war nur geeignet Reisemarken zu drucken.“ „Ich habe nur Reisemarken gedruckt, denn die normalen Lebensmittelkarten hatten ja den so genannten ‚Stammabschnitt‘, wo der Name und die Adresse drauf' standen. Wenn man damit einkaufen wollte, musste man auf Verlangen den Ausweis vorlegen.“ Oskar Huth begann zunächst Fleisch- und Brotmarken zu drucken, stellte aber bald fest, dass Fleisch sich nicht lange hielt und Brot zu sperrig war und er mit Buttermarken alles andere eintauschen konnte. Mit seinen Reisebuttermarken konnte er vielen untergetauchten Personen helfen. Er fügte bei diesen Fälschungen sogar ein echtes Wasserzeichen ein, während die echten Buttermarken ein falsches Wasserzeichen trugen.